# Џамал Мусиjала
Џамал Мусиjала (Штутгарт, 26. фебруар 2003) је фудбалски репрезентативац Немачке и тренутни члан Бајерн Минхена. Пре него што је постао сениорски репрезентативац Немачке Мусиjала је наступао за све млађе селекције Енглеске.
Мусиjала потиче из мешовитог брака. Његова мајка је из Велике Британије (њено порекло је из Пољске) док је отац из Нигерије, па је имао право наступа и за ову афричку репрезентацију. Детињство је провео у Енглеској похађајући приватну школу Њу Мелден да би са осам година постао члан фудбалске академије лондонског Челсија.
Током летњег прелазног рока јула 2019. године Мусиjала постаје члан Бајерн Минхена. У току исте сезоне бива прекомандован из другог у први тим, а 20. јуна 2020. године дебитује на првенственом мечу против Фрајбурга. Тиме постаје најмлађи играч у историји Бундеслиге са само 17 година и 115 дана.
Свој први гол у дресу Бајерн Минхена постиже 18. септембра 2020. године у победи над Шалкеом од 8:0 и тако са 17 година и 205 дана постаје најмлађи стрелац "бавараца" у једном првенством мечу, оборивши рекорд Роке Санта Круза.
Због невероватне брзине и покретљивости у игри добио је надимак Бамби.